# توکا-سنگ‌چشم کوچک
توکا-سنگ‌چشم کوچک (نام علمی: Colluricincla megarhyncha) نام یک گونه از سرده توکا-سنگ‌چشم است.